# Валди (Пистоја)
Валди је насеље у Италији у округу Пистоја, региону Тоскана.
Према процени из 2011. у насељу је живело 6 становника. Насеље се налази на надморској висини од 886 м.